# Edgard Julius Arp
Edgard Julius Barbosa Arp (Rio de Janeiro), 15 de agosto de 1919 — , ) foi um nadador brasileiro, que participou de uma edição dos Jogos Olímpicos pelo Brasil.
Depois de aposentado do esporte, tornou-se empresário do ramo têxtil, no Rio de Janeiro.

## Trajetória esportiva
Competia pelo Botafogo.
Foi recordista sul-americano nas provas dos 100 metros, 200 metros, 400 metros e 500 metros nado peito.
Em 1936, foi aos Jogos Olímpicos de Berlim, onde competiu na prova dos 200 metros nado peito, não chegando à final da prova.